# Canale di Klawock
Il canale di Klawock (Klawock Inlet) si trova nell'Arcipelago di Alessandro Arcipelago Alexander) nell'Alaska sud-orientale (Stati Uniti d'America).

## Etimologia
Il nome "Klawock" deriva dalla cittadina di Klawock che si affaccia sul canale e prende il nome da un sottogruppo del popolo indigeno Tlingit dell'America del Nord-Ovest.

## Geografia
Il canale divide il lato occidentale dell'isola Principe di Galles (Prince of Wales Island) da due isole della baia di San Alberto (San Alberto Bay): l'isola di Wadleigh (Wadleigh Island) a nord e l'isola di Fish Egg (Fish Egg Island) più a sud.

### Località presenti nel canale
Nel canale si affacciano due piccole cittadine, entrambe situate sulla costa occidentale dell'isola Principe di Galles (Prince of Wales Island):
- Klawock: abitanti 854 (2000) 55°33′18″N 133°05′07″W.
- Craig: 1201 (2010) 55°28′35″N 133°08′54″W.

Le due cittadine sono collegate dall'unica strada presente nella baia: la Hollis Rd (numerata come 924) che collega la località di Hollis 55°29′00″N 132°38′05″W dove arriva il traghetto da Ketchikan alla città di Klawock e Craig. Un solo aeroporto è presente nell'area, quello di Klawock (IATA: KLW).

### Isole del canale
Nel canale sono presenti le seguenti principali isole (oltre naturalmente l'isola Principe di Galles):
- Isola di Wadleigh (Wadleigh Island)[6] 55°33′42″N 133°08′33″W - L'isola, con una elevazione di oltre 220 metri e una lunghezza di quasi 10 chilometri, si trova sul lato nord-ovest dello stretto.
- Isola di Peratrovich (Peratrovich Island)[7] 55°34′44″N 133°06′36″W - L'isola, con una elevazione di oltre 55 metri e una lunghezza di 3,6 chilometri, si trova all'entrata nord dello stretto di fronte all'aeroporto di Klawock (Klawock Airport).
- Isola di Klawock (Klawock Island)[8] 55°32′59″N 133°06′24″W - L'isola, con una elevazione di oltre 28 metri e una lunghezza di 1,5 chilometri, si trova di fronte alla cittadina di Klawock.
- Isola di Clam (Clam Island)[9] 55°31′09″N 133°09′29″W - L'isola si trova all'estremità sud dell'isola di Wadleigh (Wadleigh Island).
- Isola di Cole (Cole Island)[10] 55°29′56″N 133°09′35″W - L'isola si trova a nord dell'isola di Fish Egg (Fish Egg Island).
- Isola di Fish Egg (Fish Egg Island)[11] 55°29′32″N 133°10′13″W - L'isola, con una elevazione di oltre 25 metri e una lunghezza di 3 chilometri, si trova all'entrata sud dello stretto di fronte alla cittadina di Craig.

### Insenature e altre masse d'acqua
Nel canale sono presenti le seguenti principali insenature:
- Baia di Big Salt Lake (Big Salt Lake)[12] 55°37′44″N 133°00′18″W - La baia si trova all'entrata nord dello stretto; è collegata con lo stretto South Entrance ed è lunga 12 chilometri.
- Baia di San Alberto (San Alberto Bay )[13] 55°32′24″N 133°14′13″W - La baia è una grande massa d'acqua che si trova a ovest dello stretto ed è delimitata dall'isola di San Fernando (San Fernando Island) a occidente, dall'isola Principe di Galles (Prince of Wales Island) a oriente e a nord e a sud dall'isola di San Juan Bautista (San Juan Bautista Island). Si collega allo stretto sia a nord che a sud e al centro tramite un passaggio tra l'Isola di Wadleigh (Wadleigh Island) e l'isola di Fish Egg (Fish Egg Island).
- Baia di Crab (Crab Bay)[14] 55°28′58″N 133°07′55″W - La baia, larga 1,1 chilometri, si trova all'entrata sud dello stretto a nord della cittadina di Craig.
- Baia di Bucareli (Bucareli Bay)[15] 55°22′12″N 133°24′14″W - La baia delimita lo stretto a sud.

### Promontori del canale
Nel canale sono presenti i seguenti promontori:
- Promontorio di Cemetery (Cemetery Point)[16] 55°34′08″N 133°06′22″W - Il promontorio, con una elevazione di 24 metri, si trova sull'isola di Peratrovich (Peratrovich Island) di fronte alla cittadina di Klawock.
- Promontorio di Entrance (Entrance Point)[17] 55°31′13″N 133°08′48″W - Il promontorio, con una elevazione di 7 metri, si trova al sud sull'isola di Wadleigh (Wadleigh Island).